# تگوتی
تگوتی (به لاتین: Tęguty) یک روستا در لهستان است که در Gmina Barczewo واقع شده‌است.